# Communauté de la Théophanie
Pour la fête, voir Théophanie.
La communauté de la Théophanie est une association de fidèles chrétiens, communauté nouvelle d'abord née dans le catholicisme - dans la période des changements conciliaires - et qui  a aujourd'hui disparu.

## Histoire
La Communauté de la Théophanie a été une communauté nouvelle catholique de rite byzantin, issue du Renouveau charismatique, fondée par Yves et Nicole Capony, Maurice et Chantal Bernon et un diacre en vue du sacerdoce, Jacques Langhart, lors d'une retraite à l'abbaye Notre-Dame d'Aiguebelle  à la Pentecôte 1972.
La communauté s'installe à Saint-Guilhem-le-Désert qu'elle quitte en avril 1979 et à Montpellier qu'elle quitte en septembre 1980, à la suite de l'achat de deux propriétés : le domaine de Cantauque en 1977 et la plus grande partie de l'abbaye de Lagrasse en 1979.
En 1975, Jacques Langhart fonde un centre de formation à Aïn Karem près de Jérusalem, érigé en mai 1980 en monastère Saint-Jean-du-Désert par Mgr Maxime V Hakim. 
La même année, à Bruxelles, des laïcs proches de la Communauté se sont constitués en Fraternité des douze apôtres.
La communauté de la Théophanie célèbre alors une liturgie byzantine simplifiée, comme le présentent quelques enregistrements ou vidéos, jointe à une expression charismatique de la prière (prière spontanée et chant en langue). 

## Disparition
Des tensions entre les religieux et les familles s'amplifient de 1984 à 1990, conduisant à un procès en 1991, mené par plusieurs familles, qui entraîne une dissolution juridique de l'Association de la Théophanie.

## Postérité
Des religieux poursuivent la vie communautaire au monastère Saint-Jean-du-Désert près d'Ain Karem en Terre sainte jusqu'en 2001, date à laquelle la Custodie de Terre Sainte en reprend la propriété pour y installer un couvent franciscain.

### Les membres demeurés catholiques
Le chantre de la Communauté, Jean-François Capony, est devenu le directeur des éditions de Sylvanès et le bras droit du Père André Gouzes à l'abbaye de Sylvanès.
Quatre moines sont restés dans l’Église grecque-catholique melkite au sein du  monastère Saint-Jean-du-Désert situé à Aïn Traz au Liban, et le hiéromoine Élisée Marzin qui est l’aumônier du monastère de la Théophanie.

### Dans l'orthodoxie
Parmi les membres restant, une part choisit d'entrer dans l'Église orthodoxe, dont Yves Capony qui y est ordonné prêtre. Jacques-Jude Lépine devient aussi prêtre, et formateur aux États-Unis.

#### Le monastère du Buisson-Ardent
Un certain nombre de membres, dont Yves et Nicole Capony, rejoignent à Villardonnel, le monastère orthodoxe du Buisson Ardent (Moniales de la Résurrection issues du monastère de la Théophanie), s'installant à proximité du monastère. Un couple, Paul et Maria Senny, s'y installe pour monter un atelier de fabrication de planches pour peintres d'icônes, repris en 2007 par Paul Van Nyverseel, .

#### Le monastère de Cantauque
En 2001, certains moines, de retour en France et menés par Jacques (devenu Jacob) Langhart, s'installent au monastère de Cantauque.
Ce monastère, doté de sa chapelle placée sous le patronage de saint Gabriel, se rattache à la métropole orthodoxe roumaine d'Europe occidentale et méridionale.
Jacob Langhart cède sa place d'higoumène en 2018 à Moïse Chevallier, et meurt en 2021.

#### Le monastère de la Nativité-de-la-Mère-de-Dieu
D'autres moniales installent, d'abord à Cantauque, le monastère de la Nativité-de-la-Mère-de-Dieu, avant de se déplacer à Pertuzades, sur la commune de La Tieule.

## Sources et références
1. ↑  « Lettre de la Théophanie », n°19, avril 1979, p 5.
2. ↑  "Lettre de la Théophanie",n°31, septembre 1980, p 19.
3. 1 2  Olivier Landron, Les communautés nouvelles : nouveaux visages du catholicisme français, 2004, 478 p. (ISBN 978-2-204-07305-9, lire en ligne), p. 411.
4. ↑  enregistrements http://auditio.cef.fr/prieredusoirtheophanie.mp3 (mauvaise qualité), http://www.chantonseneglise.fr/mp3/extraits/16405_extrait.mp3 et deux vidéos à Lagrasse et Cantauque.
5. ↑  « Le droit à la vérité sur St. Jean du Désert », sur cath.ch (consulté le 23 juillet 2023).
6. ↑  « Melkite :  : Melkites », sur pgc-lb.org (consulté le 23 juillet 2023).
7. ↑  For René Girard: Essays in Friendship and in Truth - https://books.google.fr/books?id=BtCMJbQNjLwC&pg=PT200&lpg=PT200&dq=%22jacques-jude+l%C3%A9pine%22+%22communaut%C3%A9+de+la+th%C3%A9ophanie%22&source=bl&ots=aKF5R2s7oX&sig=IELRic8qNAzIcsZapD_KmAZ2XOE&hl=fr&sa=X&ved=0ahUKEwil1eSRjMvPAhXFtBQKHceHAiwQ6AEIIzAA#v=onepage&q=%22jacques-jude%20l%C3%A9pine%22%20%22communaut%C3%A9%20de%20la%20th%C3%A9ophanie%22&f=false
8. ↑   http://www.fraternite12apotres.be/documents/mis_298c_nov_08.pdf.
9. ↑  F.P., « Limoux. Cantauque : des moines orthodoxes venus d'Israël », La Dépêche,‎ 12 janvier 2012 (lire en ligne, consulté le 23 juillet 2023).
10. ↑  « L’archimandrite Jacob (Langhart) est décédé », sur Orthodoxie.com, 29 décembre 2021 (consulté le 23 juillet 2023).